# Huaca La Centinela
La Huaca La Centinela, también llamada Ciudadela o complejo arqueológico de Chinchaycamac, es un monumento arqueológico en el Perú. Está situado en la departamento de Ica, provincia de Chincha, a 8 km de la localidad de Chincha Baja.
Fue el asentamiento principal de la cultura Chincha como centro político administrativo y posterior mente ocupada por los incas. Los trabajos en adobe rectangulares fueron construidos en su mayoría en la fase inca.

## Extensión y estructura
La Centinela está formada por dos conjuntos grandes de pirámides: La Centinela y Tambo de Mora, ocupando un área de más de 75 hectáreas. La domina una enorme pirámide que da el nombre a todo el conjunto: La Centinela, que recibe este nombre por su gran altura. Dicha pirámide fue el palacio del Curaca de Chincha, a su alrededor que se construyeron otras pirámides más pequeñas. Los espacios intermedios se dividieron con altos y gruesos muros que forman plazas amuralladas separadas por estrechos pasadizos.
En la parte más alta estaban las habitaciones y patios más importantes, en las plataformas intermedias las habitaciones y patios menos importantes. En la cima de la pirámide de La Centinela, está el "recinto del friso", conservándose sólo la parte inferior del que fue un largo muro decorado con aves marinas, peces y olas.

## Leyenda
Según la leyenda bajo La Centinela se halla una gran cadena oro del Inca Huayna Cápac de su coronación, pero con la llegada de los peninsulares y posterior captura de Atahualpa, se les ofreció por la liberación de este, riquezas en plata y oro. La gran pesada cadena constituía parte del pago para la liberación de Atahualpa, sin embargo los emisarios en el camino se enteraron de su muerte por lo que decidieron esconder la unión de estos eslabones de oro en La Centinela.

## Línea del tiempo
La Centinela, se desarrolló en el periodo de 900 y 1450 d. C. durante el Segundo desarrollo regional o Intermedio Tardío (1000-1500).

## Galería

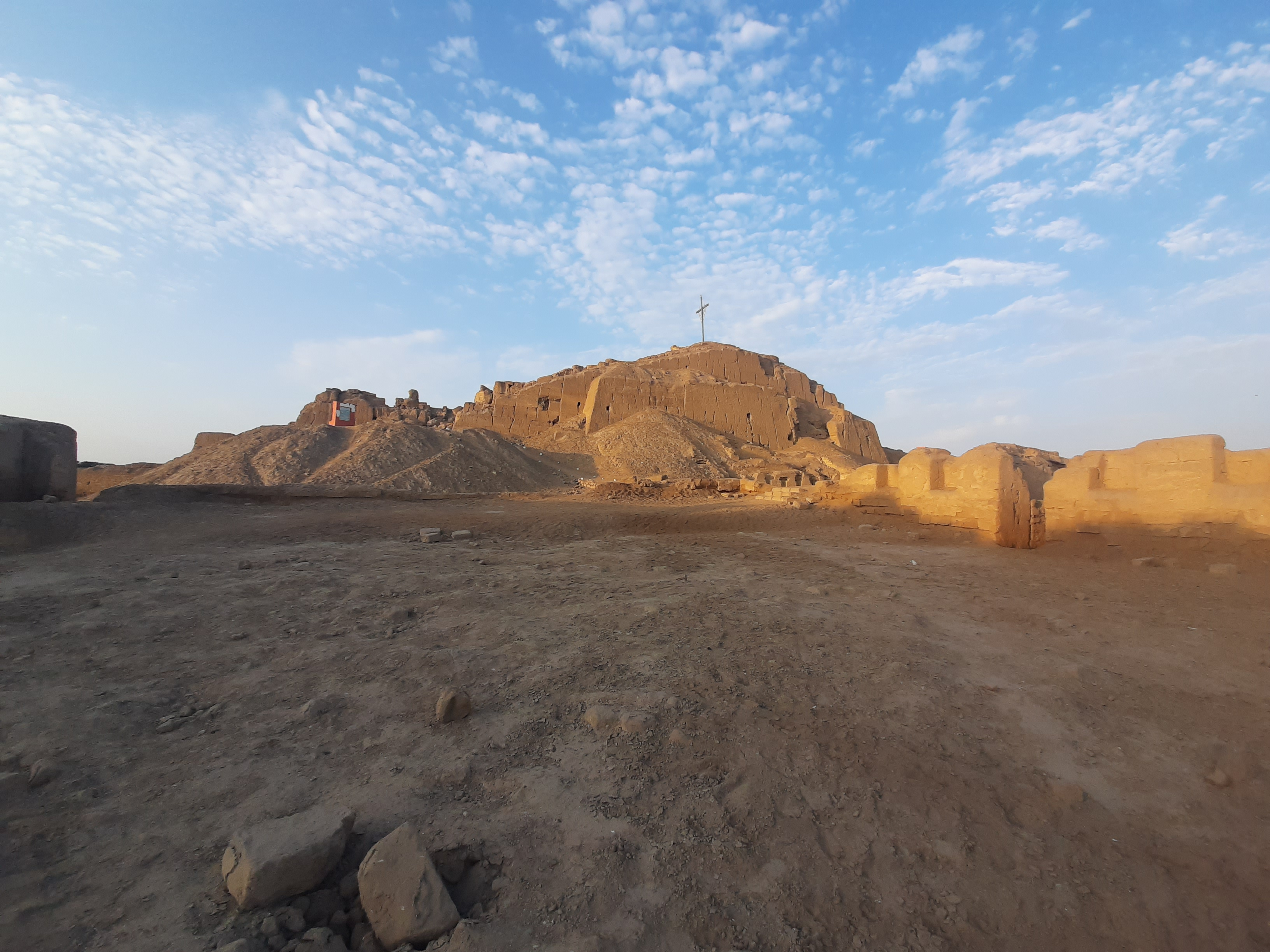
Pirámide de la Centinela
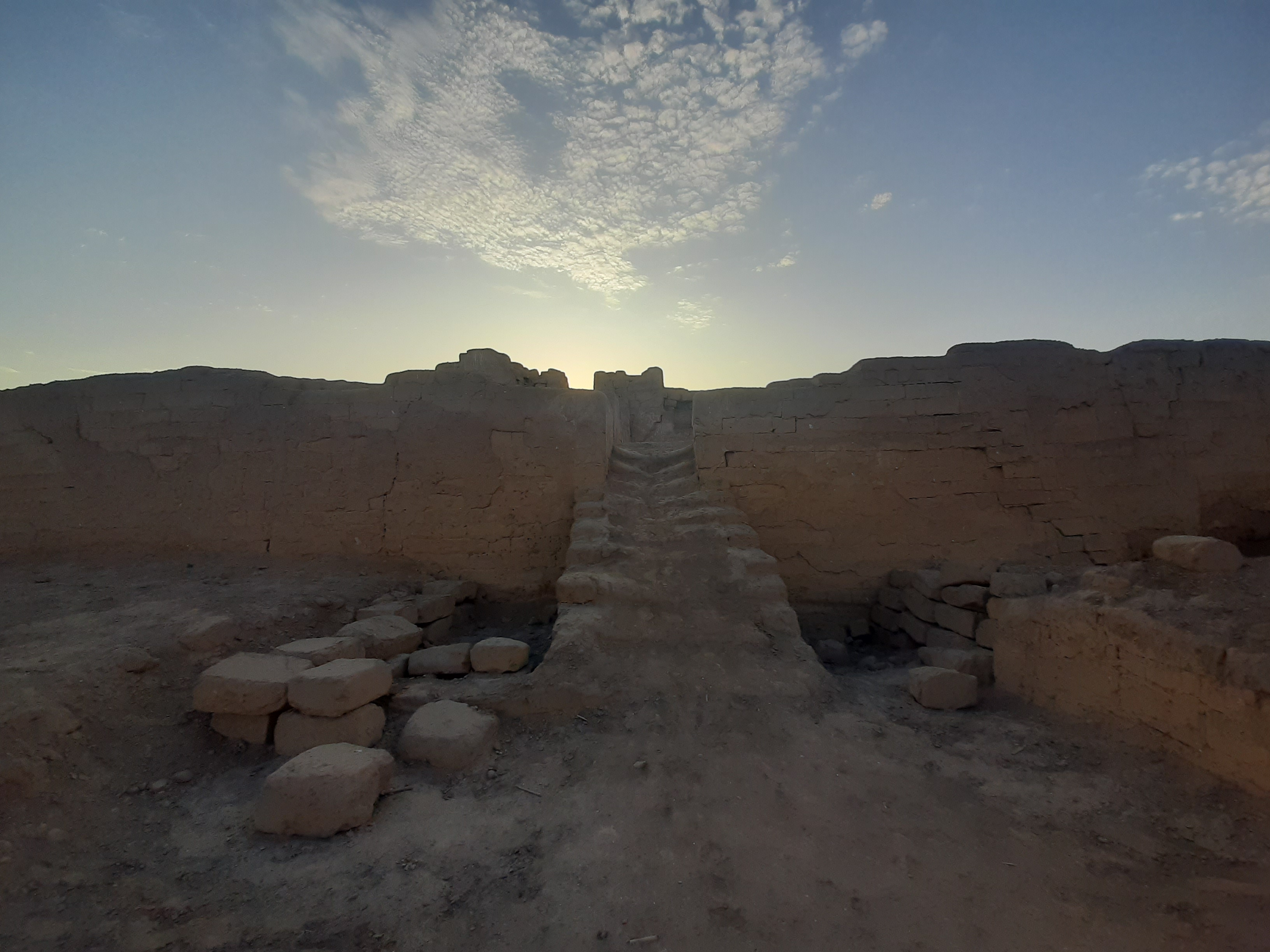
Huaca Chincha La Centinela
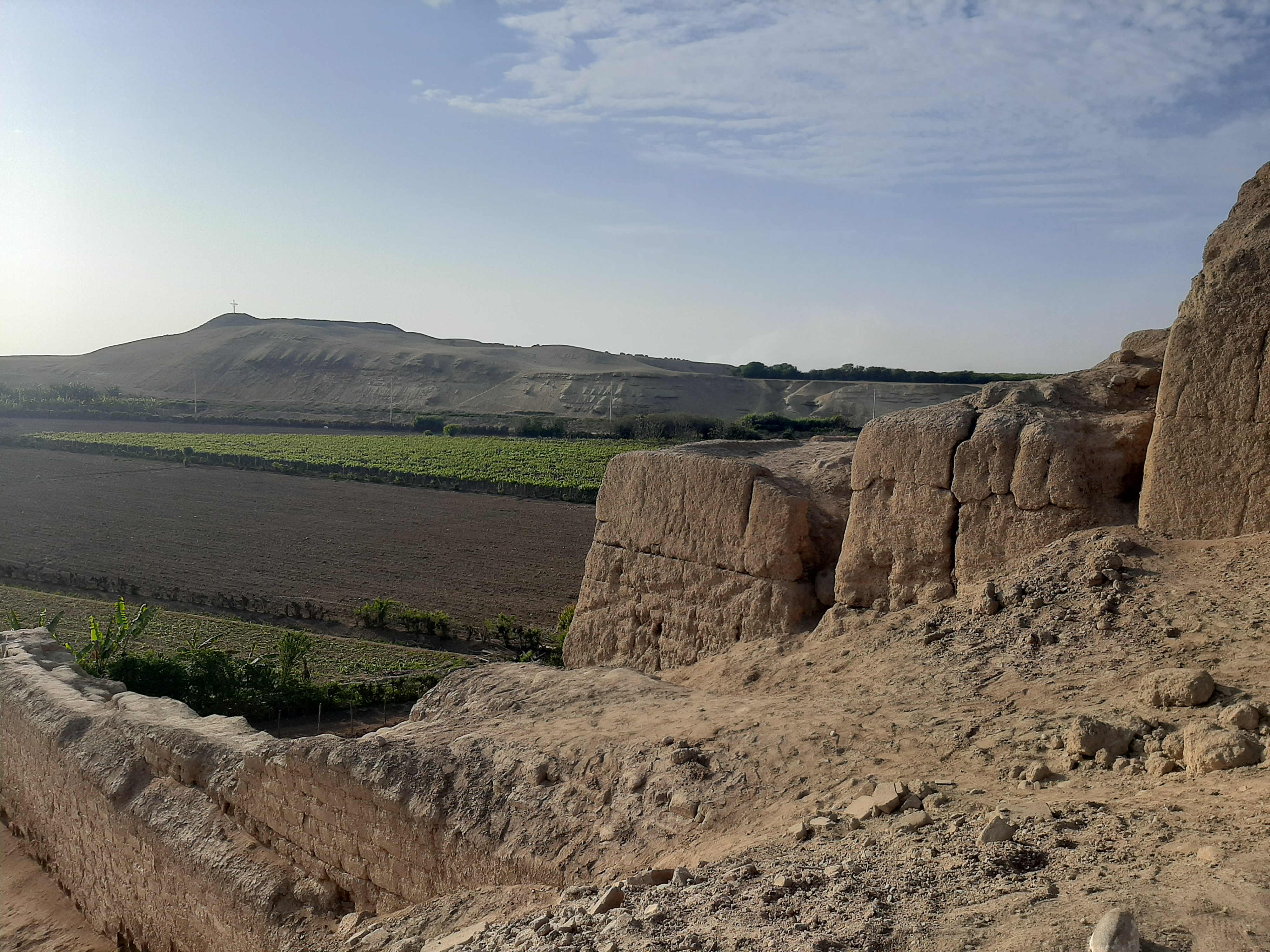
Huaca La Centinela
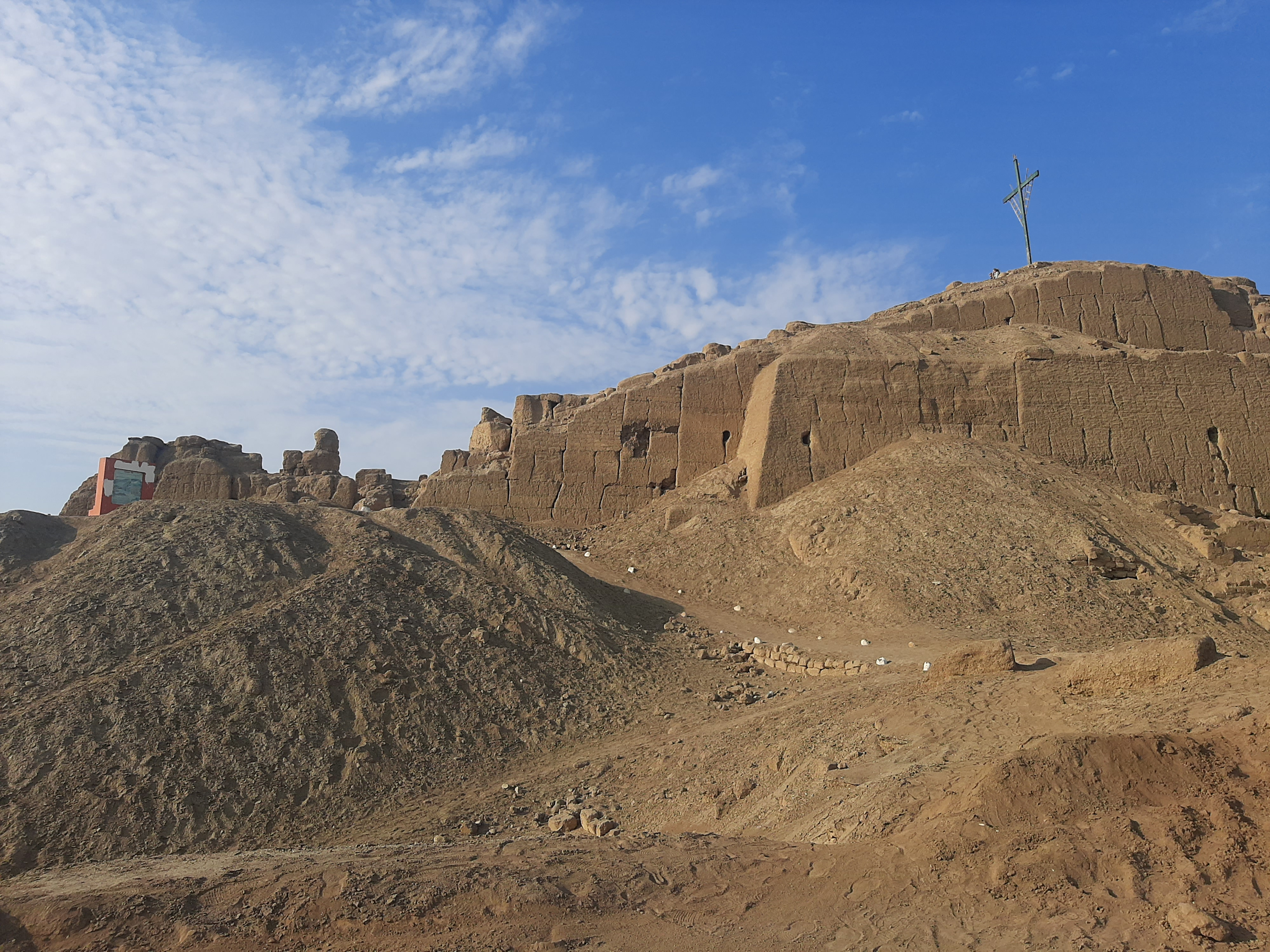
Pirámide La Centinela
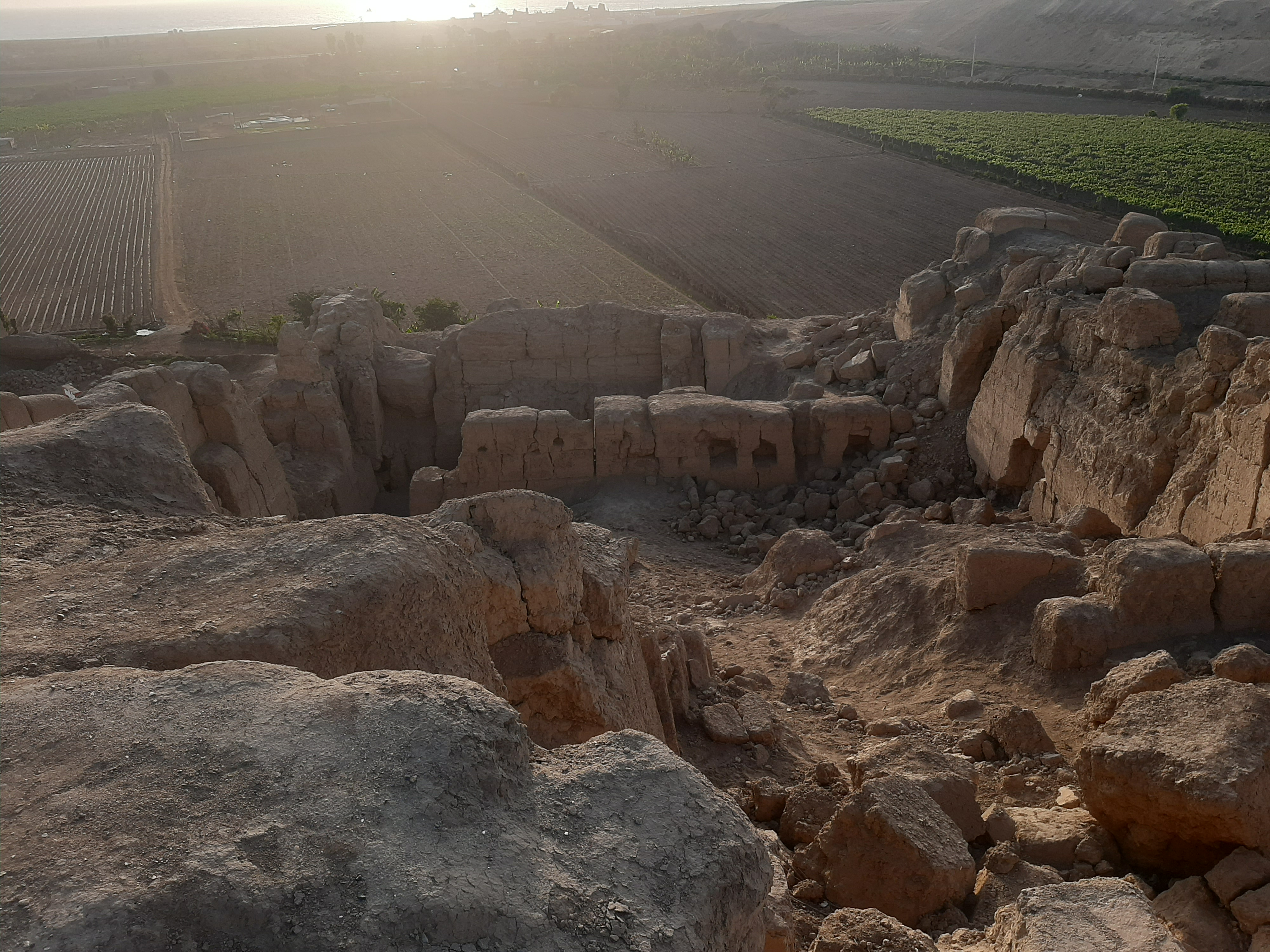
Huaca La Centinela, rodeada de cultivos.
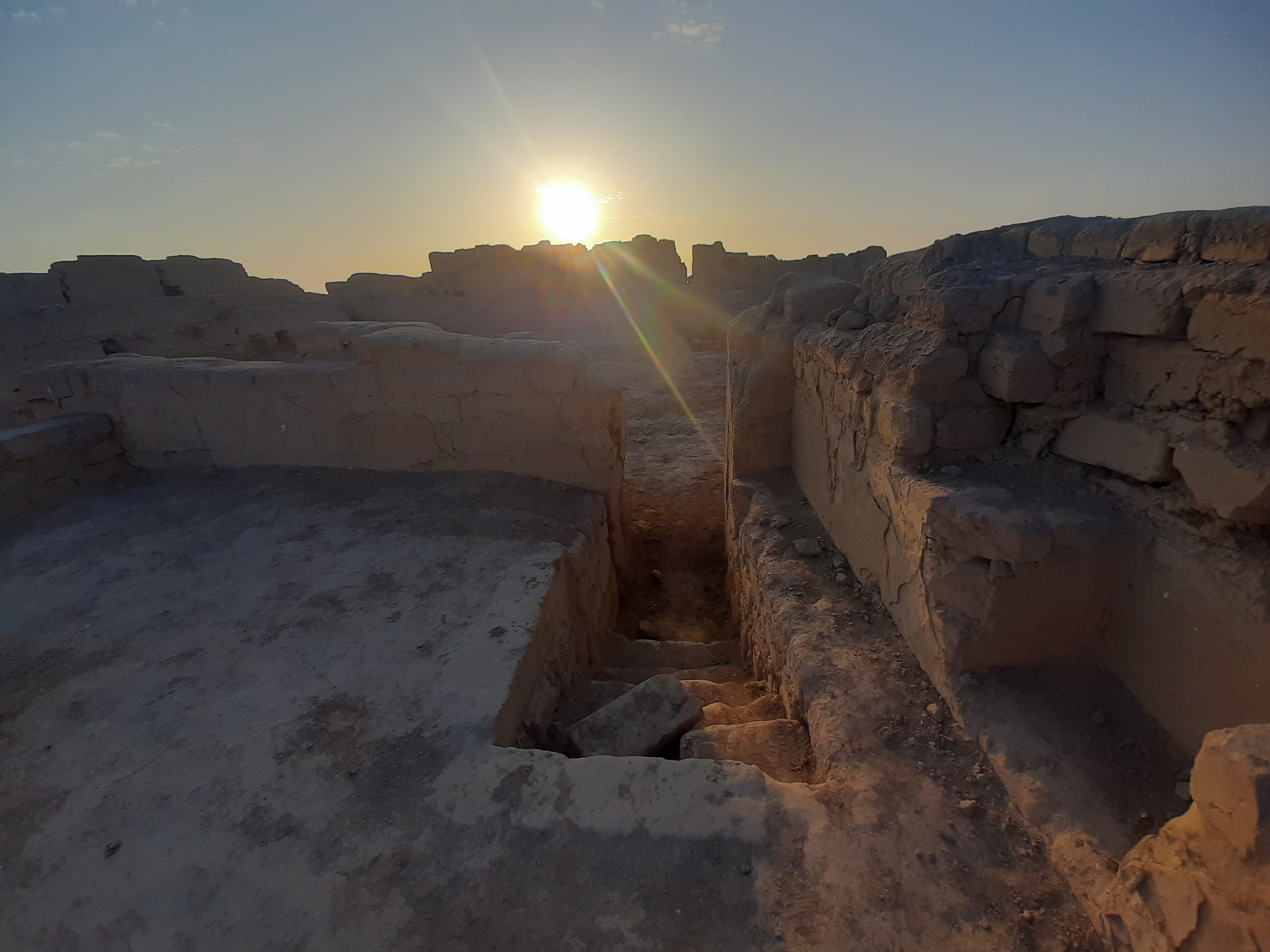
Huaca La Centinela, Chincha
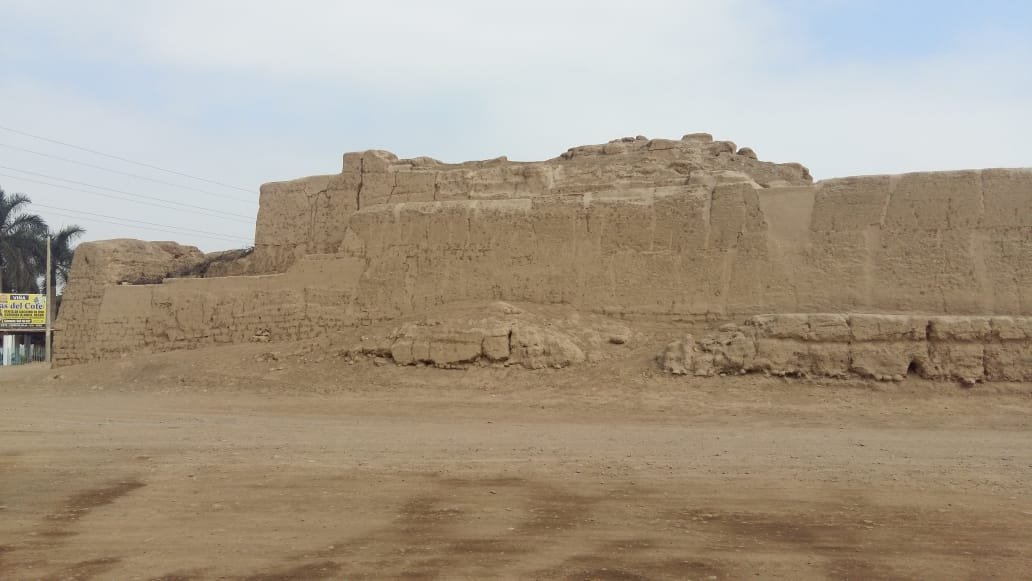
Parte este del sector XI de Huaca la Centinela
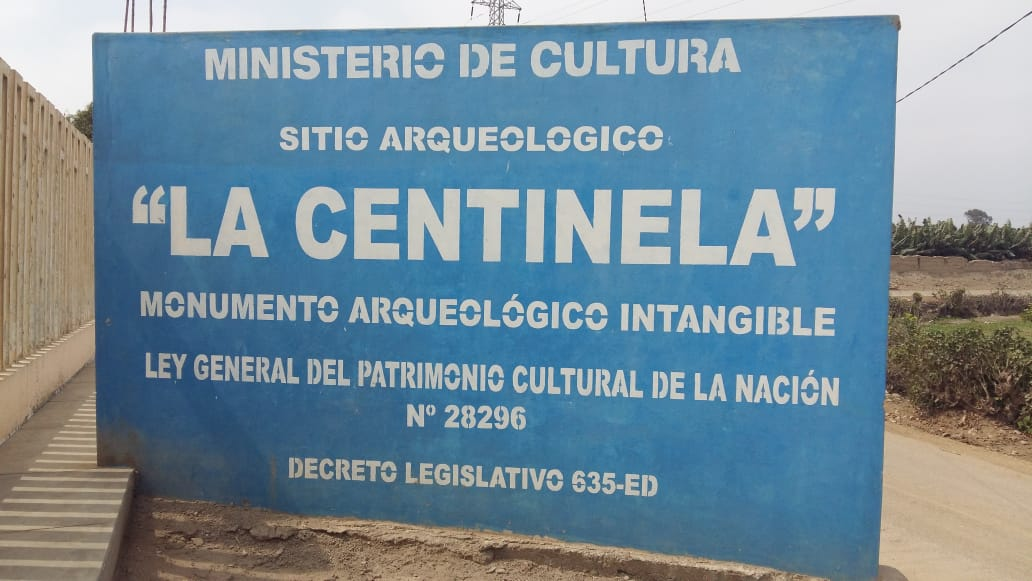
Muro del Ministerio de Cultura definiendo al sitio arqueológico La Centinela como Monumento Arqueológico Intangible
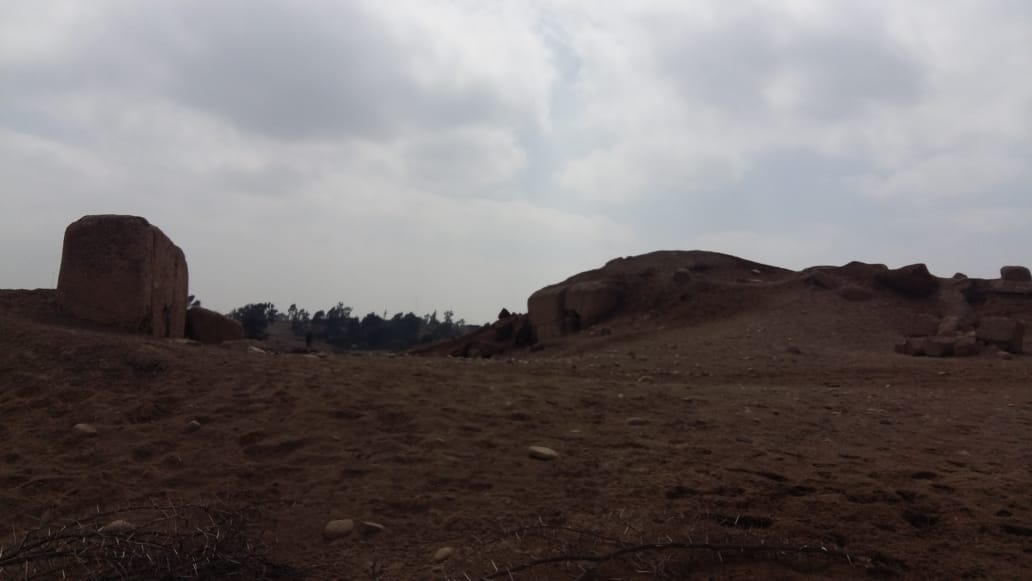
Sector X de la Huaca La Centinela
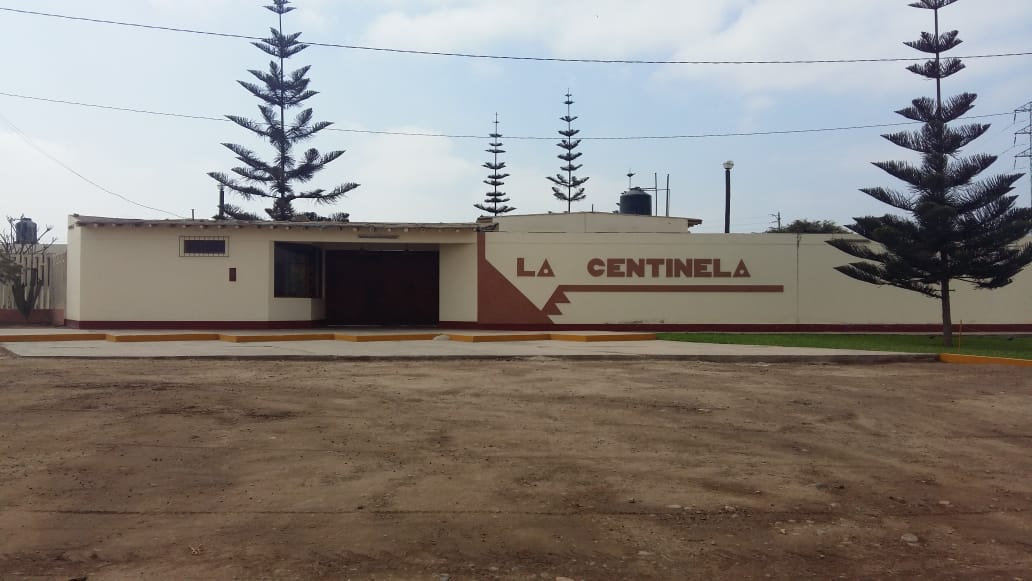
Museo de sitio La Centinela
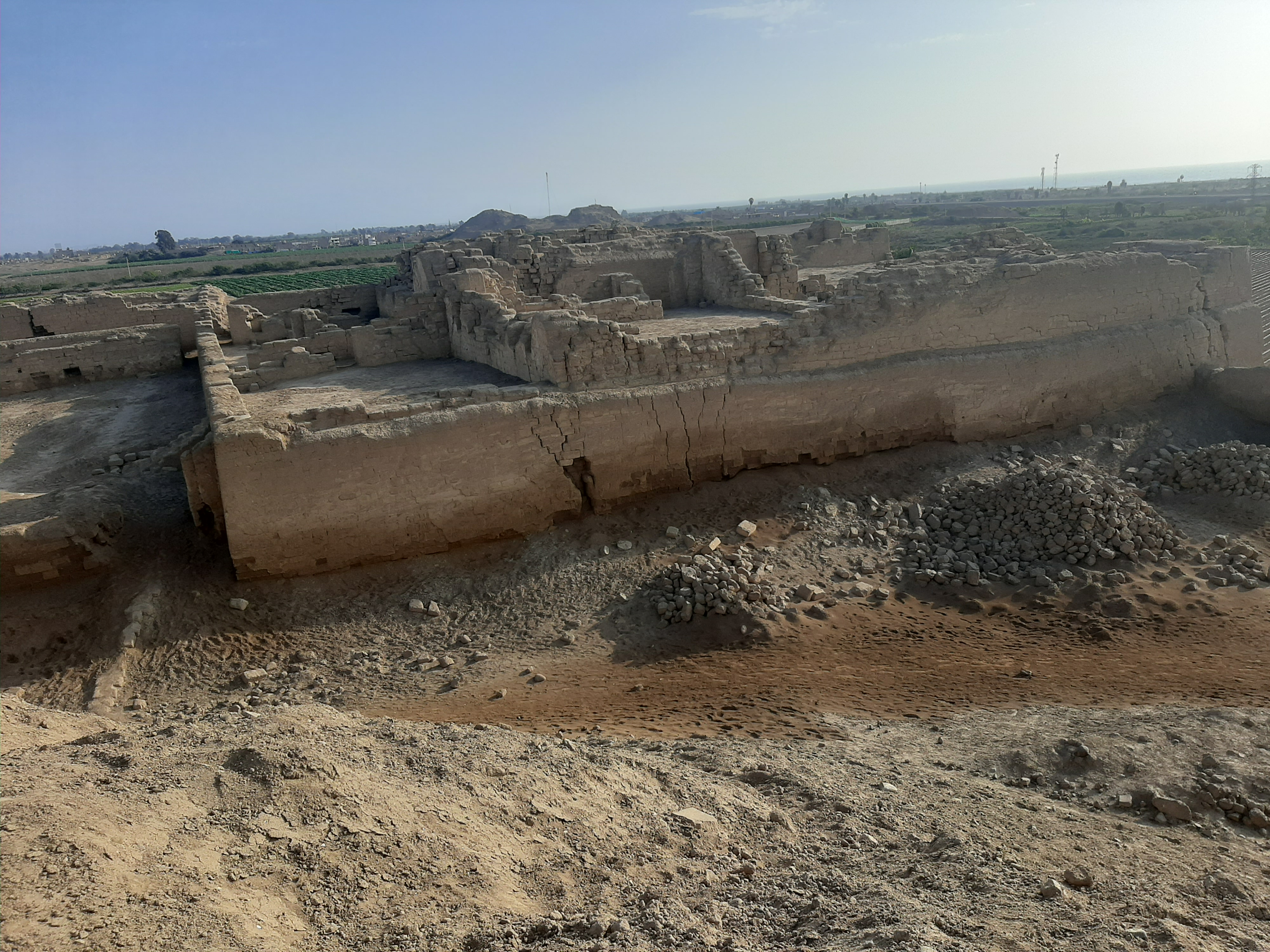
Palacio, La Centinela
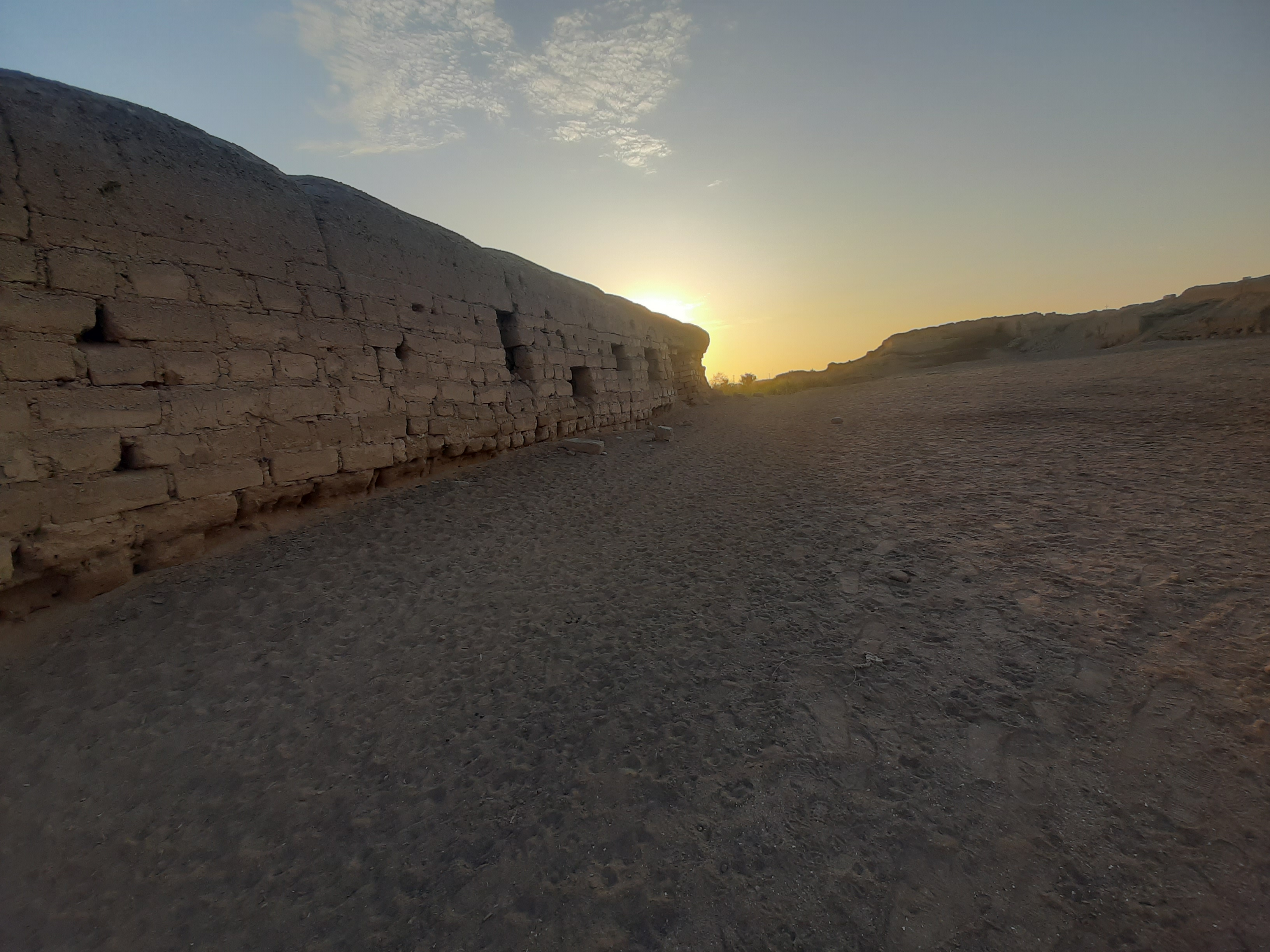
Muros de adobón, La Centinela
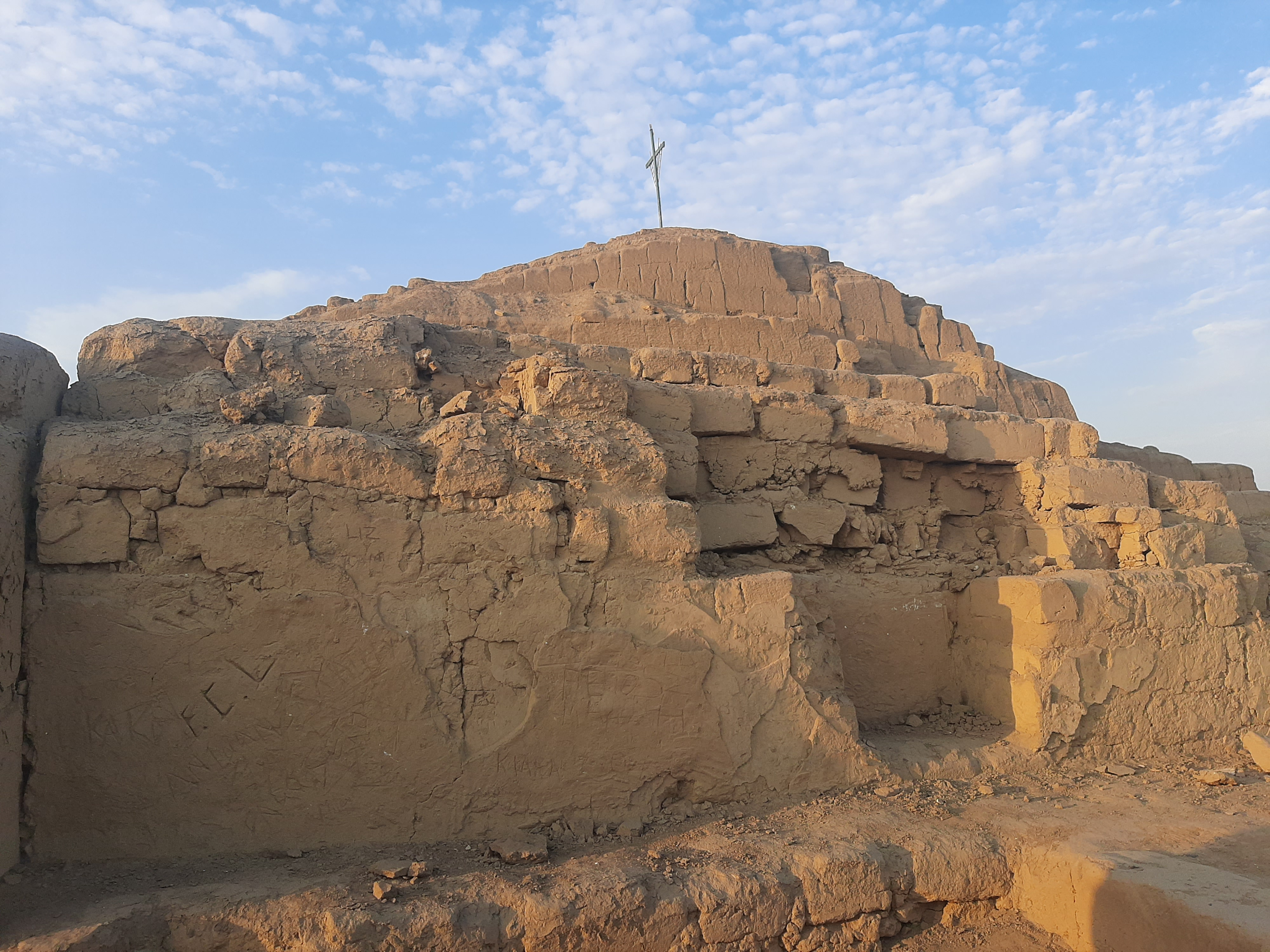
Pirámide La Centinela
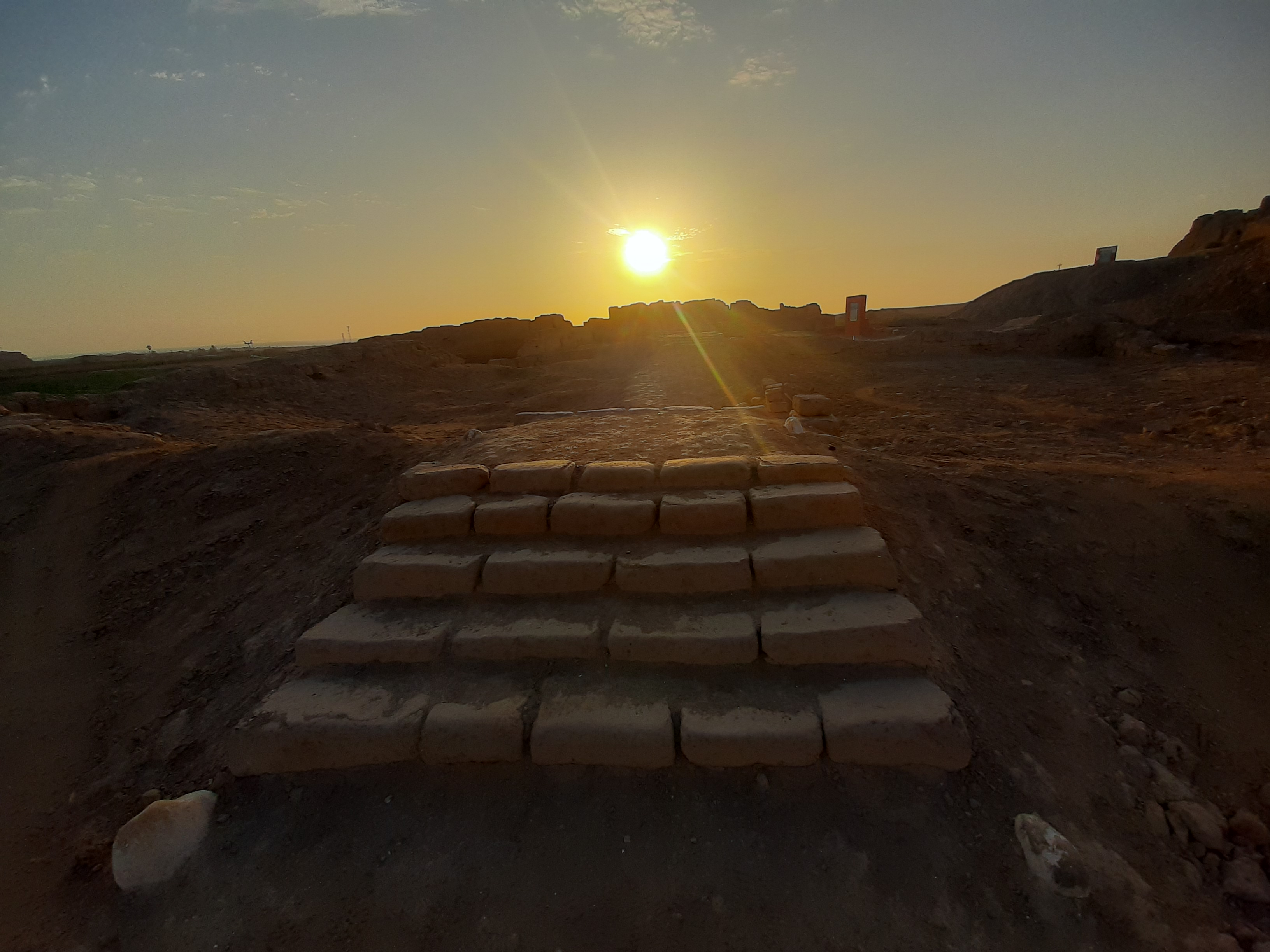
Camino escalonado de La Centinela mirando al Oeste.